# Tim Wallace
Timothy T. "Tim" Wallace, född 6 augusti 1984, är en amerikansk professionell ishockeyspelare som tidigare har spelat för bland annat Carolina Hurricanes, Tampa Bay Lightning, New York Islanders och Pittsburgh Penguins. Från säsongen 2013/2014 spelar Wallace i Örebro HK, men han är nu på lån hos Brynäs IF. Wallace blev aldrig draftad av något lag.